# تشاندراشيكارا كامبارا
تشاندراشيكارا كامبارا (بالكنادية: ಚಂದ್ರಶೇಖರ ಕಂಬಾರ)‏‏(بالإنجليزية: Chandrashekhara Kambara)‏‏ (2 يناير 1937 - ) مخرج أفلام، وشاعر، ومترجم، وكاتب هندي.

## الجوائز
- جائزة أكاديمية شايتا  [لغات أخرى]‏[3]
- جائزة غيان بيته [الإنجليزية]‏[4]
- جائزة بادما شري في الآداب والتعليم ‏

## روابط خارجية
- تشاندرا شيكر كامبرا على موقع IMDb (الإنجليزية)